# Adventures in jazz and folklore
Adventures in jazz and folklore är ett studioalbum släppt 1966. Albumet innehåller folkmusik från Sveriges Radios musikarkiv blandat med moderna jazztolkningar av samma material. Tolkningarna är arrangerade av Bengt Hallberg, Jan Johansson, Georg Riedel och Bengt-Arne Wallin. Producent för albumet var Olle Helander och inspelningarna gjordes på Europafilm av Olle Swembel.
Arbetet med albumet började efter att Ulf Peder Olrog anlitat de fyra jazzmusikerna för att arrangera musik till internationella radiotävlingen i Monte Carlo 1965 (Triumph Varieté). Tävlingsbidraget kallades Le jazz de ville et le jazz des champs (Jazzen i staden och jazzen på landet). Inspelningen av LP:n sponsrades av STIM vars ambition då var att sponsra en jazzskiva per år. Skivan var betydelsefull inom den under 1960-talet uppblossande trenden inom svensk jazz, där man tog inspiration av just svensk folkmusik.

## Låtlista
1. "Horgalåten"
2. "Lapp-Nils Polska"
3. "Gubbe U Källinge Tonte Sej Yver Gärdi"
4. "Polska Från St. Skedvi"
5. "Vallåt Från Mockfjärd"
6. "Vals Efter Ola Lans"
7. "När Jag Var En Bondedräng"
8. "S:t Örjanslåten"
9. "I Fjol Så Gick Jag Med Herrarna I Hagen"
10. "Jämtländsk Brudmarsch"
11. "Tjocka Martneds Karlsson"
12. "Vals Från Delsbo"
13. "Fäbodvisa Från Älvdalen"